# Мошенко Костянтин Григорович
Костянтин Григорович Моше́нко (нар. 19 лютого 1908, Жуков — пом. 1974, Краснодар) — український радянський художник.

## Біографія
Народився 19 лютого 1908 року на хуторі Жувові (нині Роменський район Сумської області, Україна). 1935 року закінчив Київський художній інститут, де навчався зокрема у Федора Кричевського.
Упродовж 1936—1939 років працював художником, а у 1939—1941 роках — директором Маріупольського музею краєзнавства.
У Червоній армії з лютого 1942 року. Під час німецько-радянської війни з 1942 по 1945 рік працював художником, літературним співробітником дивізійнох газети «На боевом посту». Нагороджений орденом Вітчизняної війни ІІ ступеня (27 березня 1945).
Протягом 1947—1959 років обіймав посади директора заповідника «Хомутовський степ»; художника Ждановського товариства художників, очолював ізостудії при Будинку культури металургійного комбінату «Азовсталь». З 1959 року — у Краснодарі. Помер у Краснодарі у 1974 році.

## Творчість
У реалістичному стилі створював пейзажі і портрети олійними фарбами і аквареллю. Серед робіт:
графіка
- «Судноремонтний завод» (1947);
- «Вечір у порту» (1951);
- «Білосарайська коса» (1960-ті);
- «У порту» (1960-ті);
- «Повернення рибалок» (1960–1970-ті);
- «Пейзаж» (1970);
- «Літні сутінки» (1971);
- «Ранок на Азовському морі» (1972);
- «Зелені далі» (1972);
- «Джанхот. Скеля Парус» (1973);

живопис
- «Домни “Азовсталі”» (1952);
- «Сутінки» (1955);
- «Гвоздики» (1970-ті).

Брав участь у міських, обласних мистецьких виставках з 1960-х років. Персональні посмертні виставки відбулися у Краснодарі у 1974 році, Жданові у 1974–1975 роках.
Окремі роботи художника зберігаються у Маріупольському краєзнавчому музеї.